# Klank
Klank is het totaal aan eigenschappen van een geluid. Een klank kan gedefinieerd worden aan de hand van zes kenmerken:
- de toonhoogte van de laagste toon waaruit de klank is opgebouwd (grondtoon of pitch): deze wordt bepaald door de trillingsfrequentie van de lucht. Zijn de luchttrillingen niet regelmatig, dan ontbreekt een vaste frequentie. Dergelijk geluid is ruis.
- de klankkleur of timbre wordt bepaald door de verhouding van de sterkte van de overige trillingen waaruit de geluidsgolf is samengesteld in verhouding tot de grondtoon. De trillingen waarvan de frequenties veelvouden van de grondtoon zijn de boventonen.
- de luidheid of het volume: de luchtdrukverschillen die door de geluidsgolven worden geproduceerd.
- de duur van het aanzwellen van het geluid.
- de duur van het aanhouden van het geluid.
- de duur van het uitdempen van het geluid (hoe langer deze is, des te helderder het geluid klinkt).

## Spraakklanken
Klank wordt in de taalkunde in het bijzonder gebruikt om een spraakklank aan te duiden.
De wetenschappen die zich specifiek met spraakklanken bezighouden, zijn fonetiek voor de fysiologische en fysische eigenschappen van spraakklanken, fonologie voor de ordening van spraakklanken in taal en fonotaxis voor de specifieke klankorganisatie die aan een bepaalde taal eigen is.
Een betekenisonderscheidende spraakklank is een foneem en onderscheidt zich van een allofoon (zie ook klankinventaris en klankinventaris van het Nederlands).

## Klank als stijlfiguur
Op het gebied van de stijlfiguren worden met name onderscheiden:
- De onomatopee
- De klanksymboliek
- Het rijm